# After the Promise
After the Promise (bra Só Resta a Esperança) é um telefilme de 1987 produzido pela CBS, dirigido por David Greene e estrelado por Mark Harmon, Diana Scarwid, Rosemary Dunsmore e Donnelly Rhodes.

## Sinopse
O filme é ambientado na década de 1930 e mostra a história real do carpinteiro Elmer Jackson, que está lutando para criar 4 jovens garotos após a morte de sua esposa. Elmer fica horrorizado quando o governo tira a guarda dos filhos e os coloca em vários lares adotivos e instituições. Agora, ele tem que lutar para reunir toda a família.

## Elenco
| Ator/Atriz        | Personagem       |
| ----------------- | ---------------- |
| Mark Harmon       | Elmer Jackson    |
| Diana Scarwid     | Anna Jackson     |
| Rosemary Dunsmore | Florence Jackson |
| Donnelly Rhodes   | Dr. Northfield   |

## Recepção
After the Promise recebeu avaliações favoráveis dos críticos. O filme foi nomeado para dois Globo de Ouro, em 1998, sendo um na categoria "Melhor minissérie ou filme para televisão" e outro em "Melhor ator em minissérie ou filme para televisão" para Mark Harmon. O filme também recebeu outras duas indicações na décima edição do Young Artist Awards nas categorias "Best Family TV Special" e "Best Young Actor/Actress Ensemble in a Television Comedy, Drama Series or Special". After the Promise teve uma aprovação de 94% no site Rotten Tomatoes.